# Електрохімічний метод очищення стічних вод
При електрохімічному методі очищення стічних вод відбувається або руйнування шкідливих речовин окисненням їх на аноді, або вилучення металів зі стічних вод відкладенням їх на електродах.
Електрохімічне анодне окиснення стоків дозволяє поряд із зневодненням здійснити регенерацію цінних компонентів. При електрохімічному окисненні ціанідів відбувається створення ціанат-йонів, подальше їхнє електрохімічне окиснення на аноді, а також розкладення гідроксильних йонів і хлориду натрію, який вводиться у воду перед її обробкою. Електрохімічний метод окиснення часто застосовується в поєднанні з електролітичною флотацією гідрату оксиду міді та інших металів.
Сполуки шестивалентного хрому високотоксичні, їхнє знешкодження здійснюють у дві стадії. Спочатку Cr+6 відновлюють до Cr+3, а потім виконують осадження тривалентного хрому у вигляді гідроксиду. Як відновники йонів Cr+6 до Cr+3 використовують сірчистий газ, сульфіт і бісульфіт натрію, сірчанокисле залізо. Сьогодні найбільш розповсюджений реагентний метод знешкодження стічних вод, що містять хром, починає поступатися місцем досконалішим методам очищення. Одним із таких методів є електрокоагуляція. 
Метод електрокоагуляційного очищення стічних вод від хрому полягає у відновленні шестивалентного хрому до тривалентного в процесі електролізу оброблюваної води з використанням сталевих електродів. Процес очищення здійснюється таким чином: вода через завантажувальний карман надходить у міжелектродний простір ванни-коагулятора, футерованої вініпластом. Блок електродів являє собою набір сталевих пластин, зібраних у вигляді пакетів. Електроди через один підключаються до позитивної і негативної шин джерела постійного струму (напругою 6—12 В); тривалість обробки становить 15—20 хв.
За допомогою цього методу можна вилучати катіони міді, нікелю, цинку, свинцю та інших металів. Вилучення міді здійснюється способом електролізу, при цьому мідь виділяється на мідному катоді, а анод виготовляється з графіту. На катоді осаджується 60—70% міді, а інша частина випадає у ванні в осад у вигляді Cu(OH)2CO3 або CuCN.
Електрохімічний метод слід застосовувати при концентрації ціанідів у стічних водах не менше 200 мг/л. Метод вимагає великих витрат електроенергії, що обмежує його застосування.